# AtomRedMetZoloto
AtomRedMetZoloto (ARMZ) est une société russe exploitant des mines d'uranium, filiale de la société Atomenergoprom, qui dépend elle-même de l'agence fédérale russe de l'énergie atomique Rosatom.
AtomRedMetZoloto a été fondée en 1992. En 2008, ARMZ exploitait toutes les mines d'uranium  possédée par Rosatom en Russie, dont celle de Krasnokamensk, et dans des pays tels que le Kazakhstan, l'Arménie, la Namibie et le Canada.
ARMZ possède 100 % du capital de la société Uranium One, entreprise minière canadienne. En  2009, 2010 puis 2013, ARMZ a progressivement acquis des parts de Uranium One en échange de parts du projet de mine d'uranium au Kazakhstan.
En décembre 2010, ARMZ achète Mantra Ressources pour 1,6 milliard de dollars, ce qui lui permet d'acquérir le projet de mine d'uranium de la rivière Mkuju en Tanzanie (voir en anglais Mkuju River mine (en)).